# Австрійська народна партія
Австрійська народна партія (нім. Österreichische Volkspartei; ÖVP) — християнсько-демократична та ліберал-консервативна
політична партія Австрії.
Виконувачем обов'язків лідера партії з 5 січня 2025 року є Крістіан Штокер.
На 2022 рік вона є найбільшою партією у Національраті з 71 місцем із 183 і здобула 37,5 % голосів на парламентських виборах 2019 року.
ÖVP є членом Міжнародного демократичного союзу та Європейської народної партії.
Входить до групи ЄНП у Європарламенті; з 19 євродепутатів Австрії 7 є членами ÖVP.
Неофіційна спадкоємниця Християнсько-соціальної партії кінця 19-го та початку 20-го століть, ÖVP була заснована відразу після відновлення Австрійської Республіки в 1945 році.
Відтоді вона була однією з двох традиційних основних партій Австрії разом із Соціал-демократичною партією Австрії (SPÖ).
Була найпопулярнішею партією до 1970 року і традиційно керувала у великій коаліції з SPÖ.
Була старший партнер у великих коаліціях в 1945—1966 рр і молодшим партнером в 1986—2000 і 2007—2017 рр.
ÖVP також недовго керувала одноосібно в 1966—1970 рр.
Після виборів 1999 року партія створила коаліцію з Австрійською партією свободи (FPÖ) до 2003 року, коли була сформована коаліція з відколеним від FPÖ Альянсом за майбутнє Австрії, яка проіснувала до 2007 року.
Імідж партії змінився після того, як Себастьян Курц став головою, змінивши колір із традиційного чорного на бірюзовий та прийнявши альтернативну назву Нова народна партія (нім. Die neue Volkspartei).

Вона стала найбільшою партією після виборів 2017 року та сформувала коаліційний уряд з FPÖ.

Через вісімнадцять місяців коаліція зазнала краху, що призвело до виборів 2019 року, після яких ÖVP сформувала нову коаліцію з Зеленими.

## Вибори доНаціональрату
| Вибори | Голосів   | %         | Місць    | +/–  | Уряд                  |
| ------ | --------- | --------- | -------- | ---- | --------------------- |
| 1945   | 1,602,227 | 49.8 (#1) | 85 / 165 | ▲ 85 | ÖVP–SPÖ–KPÖ більшість |
| 1949   | 1,846,581 | 44.0 (#1) | 77 / 165 | ▼ 8  | ÖVP–SPÖ більшість     |
| 1953   | 1,781,777 | 41.3 (#2) | 74 / 165 | ▼ 3  | ÖVP–SPÖ більшість     |
| 1956   | 1,999,986 | 46.0 (#1) | 82 / 165 | ▲ 8  | ÖVP–SPÖ більшість     |
| 1959   | 1,928,043 | 44.2 (#2) | 79 / 165 | ▼ 3  | ÖVP–SPÖ більшість     |
| 1962   | 2,024,501 | 45.4 (#1) | 81 / 165 | ▲ 2  | ÖVP–SPÖ більшість     |
| 1966   | 2,191,109 | 48.3 (#1) | 85 / 165 | ▲ 4  | ÖVP більшість         |
| 1970   | 2,051,012 | 44.7 (#2) | 78 / 165 | ▼ 7  | Опозиція              |
| 1971   | 1,964,713 | 43.1 (#2) | 80 / 183 | ▲ 2  | Опозиція              |
| 1975   | 1,981,291 | 42.9 (#2) | 80 / 183 | ▬    | Опозиція              |
| 1979   | 1,981,739 | 41.9 (#2) | 77 / 183 | ▼ 3  | Опозиція              |
| 1983   | 2,097,808 | 43.2 (#2) | 81 / 183 | ▲ 4  | Опозиція              |
| 1986   | 2,003,663 | 41.3 (#2) | 77 / 183 | ▼ 4  | SPÖ–ÖVP більшість     |
| 1990   | 1,508,600 | 32.1 (#2) | 60 / 183 | ▼ 17 | SPÖ–ÖVP більшість     |
| 1994   | 1,281,846 | 27.7 (#2) | 52 / 183 | ▼ 8  | SPÖ–ÖVP більшість     |
| 1995   | 1,370,510 | 28.3 (#2) | 52 / 183 | ▬    | SPÖ–ÖVP більшість     |
| 1999   | 1,243,672 | 26.9 (#3) | 52 / 183 | ▬    | ÖVP–FPÖ більшість     |
| 2002   | 2,076,833 | 42.3 (#1) | 79 / 183 | ▲ 27 | ÖVP–FPÖ більшість     |
| 2006   | 1,616,493 | 34.3 (#2) | 66 / 183 | ▼ 13 | SPÖ–ÖVP більшість     |
| 2008   | 1,269,656 | 26.0 (#2) | 51 / 183 | ▼ 15 | SPÖ–ÖVP більшість     |
| 2013   | 1,125,876 | 24.0 (#2) | 47 / 183 | ▼ 4  | SPÖ–ÖVP більшість     |
| 2017   | 1,341,930 | 31.5 (#1) | 62 / 183 | ▲ 15 | ÖVP–FPÖ більшість     |
| 2019   | 1,789,417 | 37.5 (#1) | 71 / 183 | ▲ 9  | ÖVP–GRÜNE більшість   |

## Керівники АНП
- Леопольд Фігль (1945—1953)
- Юліус Рааб (1953—1961)
- Альфонс Горбах (1961—1964)
- Йозеф Клаус (1964—1970)
- Герман Вітгальм (1970—1972)
- Карл Шляйнцер (1972—1975)
- Йозеф Таус (1975—1979)
- Алоїз Мок (1979—1989)
- Йозеф Ріглер (1989—1991)
- Ерхард Бузек (1991—1995)
- Вольфганг Шюссель (1995—2007)
- Вільгельм Мольтерер (2007—2008)
- Йозеф Прелль (2008—2011)
- Міхаель Шпінделеггер (2011—2014)
- Райнгольд Міттерленер (2014—2017)
- Себастьян Курц (2017—2021)
- Карл Негаммер (2021-2025)
- Крістіан Штокер (2025-)

## Федеральні канцлери Австрії(АНП)
- Леопольд Фігль (1945—1953)
- Юліус Рааб (1953—1961)
- Альфонс Горбах (1961—1964)
- Йозеф Клаус (1964—1970)
- Вольфганг Шюссель (2000—2007)
- Райнгольд Міттерленер ((в. о.): 9 травня 2016 — 17 травня 2016)
- Себастьян Курц (2017—2019, 2020—2021)
- Карл Негаммер (2021—2025)
- Александер Шалленберг ((в. о.): 10 січня 2025 — 3 березня 2025)
- Крістіан Штокер (2025—)